# Roca Mosquera
La Roca Mosquera és una muntanya de 1211,2 metres que es troba entre els antics municipis de Sapeira i Espluga de Serra, tots dos de l'Alta Ribagorça i ara tots dos agregats al terme de Tremp, a la comarca de la Pallars Jussà. És una prolongació cap al nord-oest de la Serra de Castellet, quan aquesta serra es troba amb la de Gurp.
Pertany al que popularment s'anomena Muntanya de Sapeira, atès que l'extens Bosc de Sapeira és en els vessants d'aquesta muntanya.